# Kunsthandel Widder

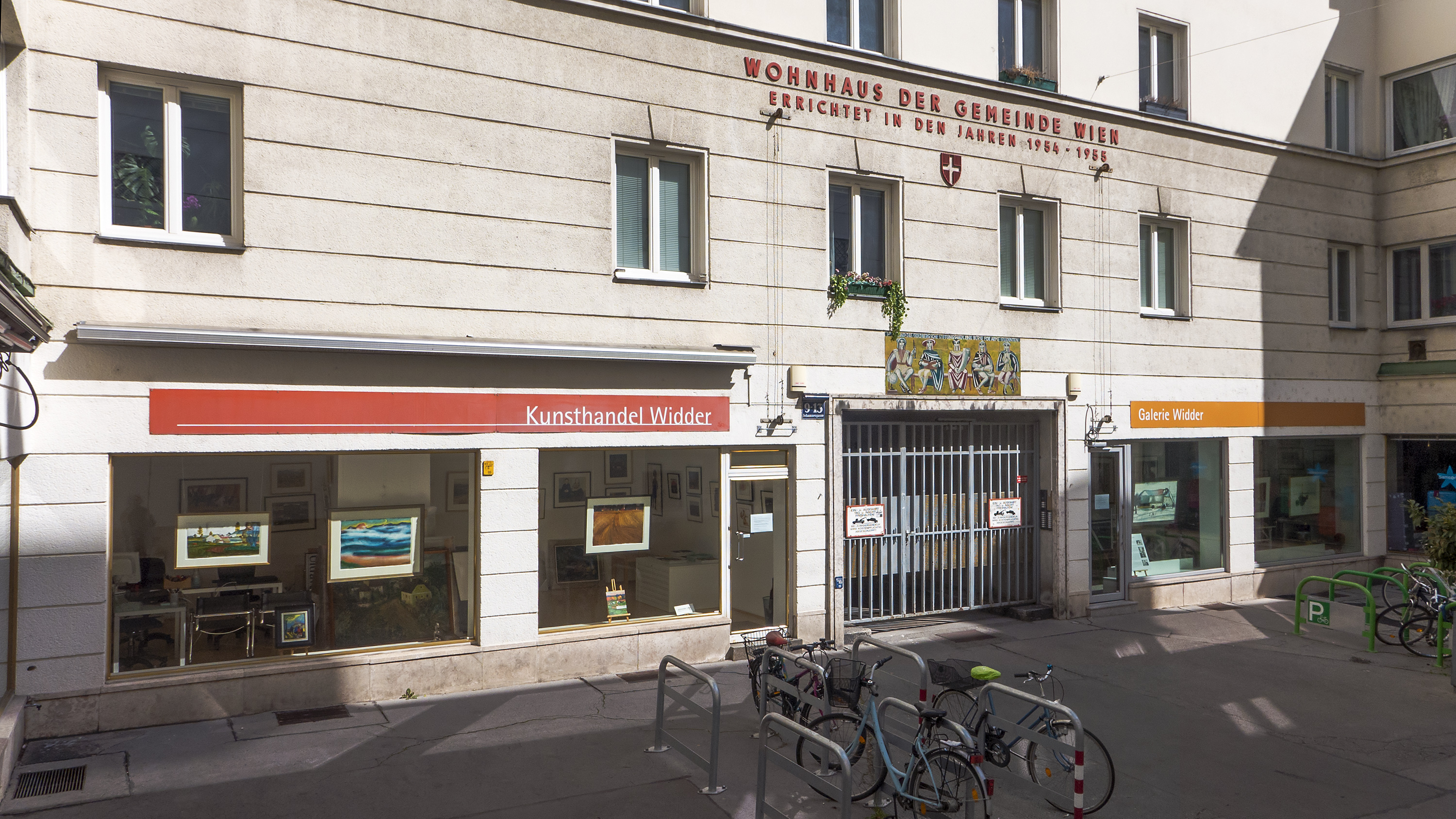
Kunsthandel Widder in der Johannesgasse

Der Kunsthandel Widder ist eine Galerie in der Wiener Innenstadt, die auf österreichische und deutsche Kunst des 20. Jahrhunderts spezialisiert ist. Schwerpunkt ist die Kunst der Zwischenkriegszeit und der Klassischen Moderne.

## Geschichte
Der Kunsthandel Widder wurde im Jahr 2000 von Roland Widder gemeinsam mit seiner Schwester gegründet. Die Leidenschaft für die Kunst wurde den Geschwistern in die Wiege gelegt. Bereits seit den 1970er Jahren beschäftigte sich ihre Mutter mit dem An- und Verkauf österreichischer Kunst der Klassischen Moderne. Die Neugründung der Firma brachte den Umzug nach Wien mit sich. Seit 2011 führt Roland Widder den Kunsthandel als alleiniger geschäftsführender Gesellschafter. Im Jahr 2014 wurde die Galerie um einen weiteren Verkaufs- und Ausstellungsraum in der Johannesgasse erweitert.

## Galerieprogramm
Mit den ersten Ausstellungen und Publikationen kristallisierte sich der Fokus der Galerie auf „vergessene“ Künstler der 1920er und 1930er Jahre heraus. 1999 half Claudia Widder mit, eine Retrospektive in der neuen Galerie der Stadt Linz zu organisieren, in dem sie Leihgaben akquirierte und Katalogtexte schrieb. Im Jahr 2000 widmete der neu gegründete Kunsthandel Widder seine erste Veröffentlichung dem Tiroler Maler Herbert Gurschner, dessen Nachlass er in den Vereinigten Staaten und Großbritannien aufspürte und seither vertritt. Es folgten Aufarbeitungen des Werkes von Erich Schmid, Theodor Alescha, Georg Ehrlich und Hermann Serient.
Eine besondere Entdeckung des Kunsthandels Widder war der Nachlass des Künstlers Karl Hauk, der in mehreren Ausstellungen und Katalogen zum ersten Mal 2008 und ein weiteres Mal 2016 entsprechend gewürdigt wurde. Im Jahr 2010 veröffentlichte die Galerie eine Publikation mit Arbeiten von Willy Eisenschitz, der 1912 nach Frankreich zog. Im selben Jahr erschien ein Katalog mit Werken aus dem Nachlass der Malerin Trude Waehner, die 1938 nach New York emigrieren musste. Seit 2017 verwaltet der Kunsthandel Widder auch den Nachlass des Künstlers Carry Hauser, der 2018 in einem umfangreichen Katalog und einer Ausstellung präsentiert wurde. Den Publikationen und Ausstellungen gehen Recherchen, Reisen und eine Vertiefung in Leben und Werk der jeweiligen Künstler voraus. Dabei spielt der Kontakt zu Nachkommen und ehemaligen Freunden sowie Bekannten der Künstler eine große Rolle.
Neben der Klassischen Moderne widmet sich der Kunsthandel Widder auch zeitgenössischen Positionen. Im Jahr 2005 erschien eine Monografie über den österreichischen Künstler Hermann Serient, weitere Publikationen und Ausstellungen folgten. 2009 erfolgte eine Ausstellung mit Begleitkatalog über den Kärntner Künstler Giselbert Hoke. Seit 2012 erschienen auch zwei Kataloge mit Arbeiten des in Frankreich lebenden Künstlers Gottfried Salzmann. Im Jahr 2015 präsentierte der Kunsthandel Widder eine Ausstellung mit Werken von Manfred Jürschik, die ebenfalls von einer Publikation begleitet wurde.
Seit den 2000er Jahren beschäftigt sich der Kunsthandel Widder auch mit der deutschen Kunst der Zwischenkriegszeit. Im Jahr 2017 erschien die erste Publikation mit Werken deutscher Künstler, die im gleichen Jahr auf der Kunstmesse Art Karlsruhe präsentiert wurden. Dabei ist es der Galerie ein Anliegen, den Blick von der österreichischen Kunst der 1920er und 1930er Jahre auf das Nachbarland Deutschland zu werfen. Der erweiterte Blickwinkel auf Künstler wie Hans Spiegel, Josef Eberz, Gottfried Graf oder George Grosz ermöglicht es, die heimischen Positionen in ein größeres Umfeld einzubetten, Bezüge und Parallelen herzustellen.
Mit der Vertiefung des Schwerpunkts auf die österreichische Kunst der Zwischenkriegszeit und der Spezialisierung auf einzelne Künstler ist auch die Mitarbeiterzahl angewachsen. Jeweils im Herbst erscheint ein Verkaufskatalog mit Kunstwerken und Begleittexten. Die Tätigkeit der Galerie umfasst neben der Recherche und Herausgabe von Publikationen, der Organisation von Ausstellungen und der Teilnahme an Messen auch die Pflege und Betreuung einzelner Künstlernachlässe sowie die Präsentation der Künstler und der Künstlervereinigung Hagenbund im Internet.

## Messeteilnahmen
Der Kunsthandel Widder nimmt an den Kunstmessen Art & Antique in der Wiener Hofburg, der Wikam im Palais Ferstel und im Palais Niederösterreich, der Wikam im Schloss Laxenburg und der Art Austria teil.

## Leihgaben an Museen
Der Kunsthandel Widder stellte Leihgaben für Museen zur Verfügung und arbeitet mit dem Belvedere, dem Leopold Museum, dem Wien Museum, dem Jüdischen Museum der Stadt Wien, dem Rupertinum in Salzburg, dem Oberösterreichischen Landesmuseum, dem Museum Schloss Bruck, dem Lentos Museum, dem Johanneum Graz und dem Stadtmuseum Innsbruck zusammen.

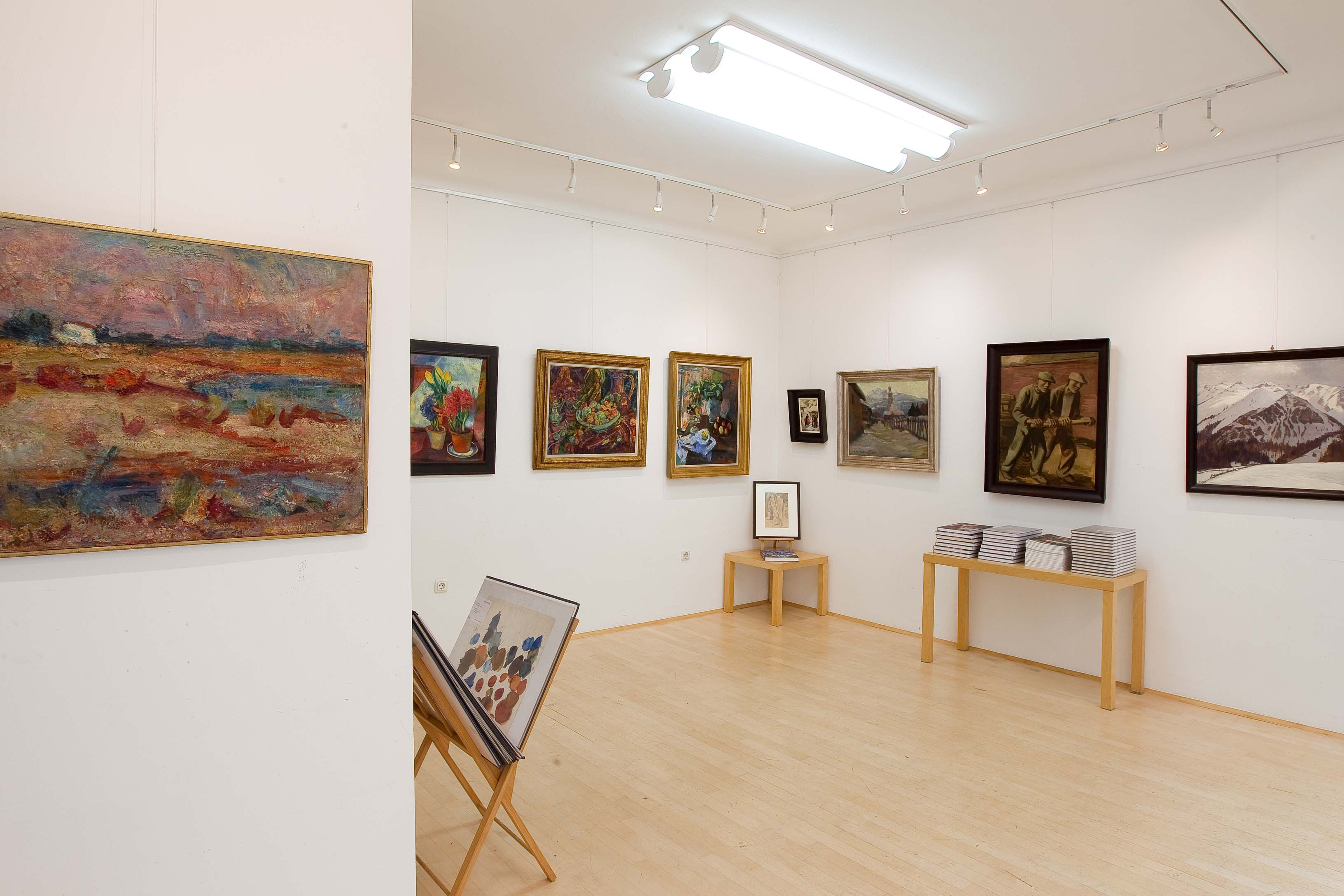
Innenansicht der Galerie in der Johannesgasse

## Publikationen
- Herbert Gurschner. Ein Tiroler in London. Kunsthandel Widder, Wien 2000, ISBN 3-7022-2362-2.
- Herbert Gurschner. Sonderdruck für die Ausstellung im Stadtmuseum Innsbruck. Kunsthandel Widder, Innsbruck 2001.
- Hermann Serient. Kunsthandel Widder, Wien 2001.
- Herbert Gurschner. Graphik. Kunsthandel Widder/Galerie zum Alten Ötztal, Ötz 2002.
- Georg Ehrlich. Graphische Arbeiten. Kunsthandel Widder, Wien 2002, ISBN 3-85252-465-2.
- Erich Schmid. Kunsthandel Widder, Wien 2002, ISBN 3-852 52-513-6.
- Theodor Alescha. Ein Maler auf Reisen. Kunsthandel Widder, Wien 2003, ISBN 978-3-85252-564-8.
- Künstler & Kosmopoliten. Herbstkatalog Kunsthandel Widder, Wien 2004.
- Tradition & Moderne. Herbstkatalog Kunsthandel Widder, Wien 2005.
- Hermann Serient. Werke 1965–2005. Kunsthandel Widder, Wien 2005, ISBN 3-85252-689-2.
- Panoptikum. Zwei Jahrhunderte österreichische Kunst. Herbstkatalog Kunsthandel Widder, Wien 2006, ISBN 978-3-99028-769-9.
- Blickwechsel. Herbstkatalog Kunsthandel Widder, Wien 2007, ISBN 978-3-99028-767-5.
- In den Süden. Karl Hauk, Theodor Alescha, Willy Eisenschitz. Kunsthandel Widder, Wien 2008.
- Expression & Sachlichkeit. Herbstkatalog Kunsthandel, Wien 2008, ISBN 978-3-99028-768-2.
- Giselbert Hoke. Kunsthandel Widder, Wien 2009, ISBN 978-3-85252-488-7.
- Karl Hauk. Monographie. Kunsthandel Widder, Wien 2008, ISBN 978-3-85252-970-7.
- Karl Hauk. Kunsthandel Widder, Wien 2008, ISBN 978-3-85252-969-1.
- Expressiver Realismus. Herbstkatalog Kunsthandel Widder, Wien 2009, ISBN 978-3-99028-770-5.
- Trude Waehner. Kunsthandel Widder, Wien 2010, ISBN 978-3-900000-80-6.
- Willy Eisenschitz. Kunsthandel Widder, Wien 2010, ISBN 978-3-900000-88-2.
- Sammellust. Herbstkatalog Kunsthandel Widder, Wien 2010, ISBN 978-3-85252-668-3.
- Hermann Serient. Kunsthandel Widder, Wien 2011, ISBN 978-3-902416-21-6.
- Carry Hauser. Kunsthandel Widder, Wien 2011, ISBN 978-3-902416-85-8.
- Willy Eisenschitz. Kunsthandel Widder, Wien 2011, ISBN 978-3-902416-86-5.
- Ansichtssache. Herbstkatalog Kunsthandel Widder, Wien 2011, ISBN 978-3-99028-022-5.
- Gottfried Salzmann. Kunsthandel Widder, Wien 2012, ISBN 978-3-99028-059-1.
- Willy Eisenschitz. Kunsthandel Widder, Wien 2012, ISBN 978-3-99028-058-4.
- Trude Waehner. Kunsthandel Widder, Wien 2012, ISBN 978-3-99028-156-7.
- Bekannt – Unbekannt. Herbstkatalog Kunsthandel Widder, Wien 2012, ISBN 978-3-99028-157-4.
- Begegnungen. Herbstkatalog Kunsthandel Widder, Wien 2013, ISBN 978-3-99028-275-5.
- Gottfried Salzmann. Wien – Paris – New York. Kunsthandel Widder, Wien 2014, ISBN 978-3-99028-332-5.
- Bilderreise. Herbstkatalog Kunsthandel Widder, Wien 2014, ISBN 978-3-99028-405-6.
- Willy Eisenschitz. Französische Landschaften. Kunsthandel Widder, Wien 2014, ISBN 978-3-99028-408-7.
- Manfred Jürschik. Aspekte der Natur. Kunsthandel Widder, Wien 2015, ISBN 978-3-99028-487-2.
- Trude Waehner. Bezirksmuseum Josefstadt. Steine der Erinnerung Josefstadt. Kunsthandel Widder, Wien 2015.
- Gelegenheiten. Herbstkatalog Kunsthandel Widder, Wien 2015, ISBN 978-3-99028-507-7.
- Carry Hauser – Das Buch von der Stadt. Kunsthandel Widder, Wien 2015, ISBN 978-3-99028-508-4.
- Karl Hauk. Zwischen Expressionismus und Neuer Sachlichkeit. Kunsthandel Widder, Wien 2016, ISBN 978-3-99028-587-9.
- Perspektiven. Herbstkatalog Kunsthandel Widder 2016, Wien 2016, ISBN 978-3-99028-611-1.
- Expressiver Realismus in Deutschland. Kunsthandel Widder, Wien 2017, ISBN 978-3-99028-651-7.
- Sammelleidenschaft. Herbstkatalog Kunsthandel Widder, Wien 2017, ISBN 978-3-99028-716-3.
- Carry Hauser – Werke aus dem Nachlass. Kunsthandel Widder, Wien 2018, ISBN 978-3-99028-731-6.
- Entdeckungen. Herbstkatalog Kunsthandel Widder, Wien 2018, ISBN 978-3-99028-794-1.
- Hagenbund. Kunsthandel Widder, Wien 2019, ISBN 978-3-99028-819-1.
- Sammlung Chrastek - Hagenbund. Kunsthandel Widder, Wien 2019, ISBN 978-3-99028-818-4.
- Wilhelm Jaruska. Kunsthandel Widder, Wien 2019, ISBN 978-3-99028-845-0
- Resonanzen. Herbstkatalog Kunsthandel Widder, Wien 2019, ISBN 978-3-99028-883-2.
- Wilhelm Jaruska. Kunsthandel Widder, Wien 2020, ISBN 978-3-99028-917-4.
- Sichtweisen. Herbstkatalog Kunsthandel Widder, Wien 2020, ISBN 978-3-99028-864-1.
- Willy Eisenschitz. Kunsthandel Widder, Wien 2021, ISBN 978-3-99028-999-0.